# Frederick Brotherton Meyer
Frederick Brotherton Meyer, född den 8 april 1847, död den 28 mars 1929, var en engelsk predikant och författare.
Meyer tillhörde sitt lands ledande frikyrkomän och beklädde presidentvärdigheten i National Federation of Free Churches. Själv ansluten till baptistsamfundet, var han uppskattad långt utanför dess råmärken, och hans många skrifter fann läsare inom alla trosbekännelser och länder. 
Flera tiotal av dem översattes till svenska, bland andra uppbyggelseboken "Dag för dag" (3 delar, 1899-1911), bibelstudierna "Saliga ären I" (1899), "Herdepsalmen" (samma år), "David, herde, psalmist och konung" (1907) och "Petrus, fiskare, lärjunge och apostel" (1924).